# Kościół św. Jana Chrzciciela w Chrzanowie
Kościół św. Jana Chrzciciela – rzymskokatolicki kościół parafialny znajdujący się przy ul. Kościelnej 2a na osiedlu Kościelec w Chrzanowie, w  województwie małopolskim.
Świątynia została wybudowana zapewne w XIV wieku w stylu gotyckim i bez gruntownych zmian przetrwała do lat 1843-45, kiedy to kościół znajdujący się w złym stanie technicznym, został całkowicie przebudowany według projektu Ignacego Hercoka. Została wówczas rozebrana prawie cała świątynia oprócz apsydy, która jest współcześnie najstarszą zachowaną częścią dawnego kościoła i została wybudowana nowa, większa świątynia, który bez zasadniczych zmian przetrwała do końca XX wieku kiedy to do kościoła została dostawiona boczna kaplica oraz zmienione zostało w poważnym stopniu wyposażenie wnętrza.
Ciekawymi elementami wyposażenia znajdującymi się w kościele są ołtarz główny pochodzący z XIX wieku. Do remontu kościoła w końcu lat 90. XX wieku znajdowały się tutaj tablice epitafijne dawnych właścicieli wsi Kościelec, proboszcza parafii kościeleckiej, ks. Adama Federowicza, a także Florentego Jakubowskiego, urzędnika Wolnego Miasta Krakowa, wykonane z czarnego marmuru dębnickiego. Po remoncie pozostała tylko jedna, hr. Aleksandra Szembeka i jego siostry Karoliny. Świątynia posiada dzwon odlany w 1484 roku charakteryzujący się bogatą dekoracją plastyczną przedstawiającą św. Jana Chrzciciela, znak górniczy i ozdobną inskrypcję. Kościół posiadał również stare dzwony, ale zostały zarekwirowane przez Austriaków w 1917 roku i przez Niemców w 1942 roku.
W obrębie murów otaczających świątynię znajdował się cmentarz parafialny zamknięty dla pochówków ok. 1829 roku, po założeniu w Kościelcu cmentarza parafialnego znajdującego się kilkaset metrów na południe od kościoła.
Kościół należy do dekanatu Chrzanów archidiecezji krakowskiej.

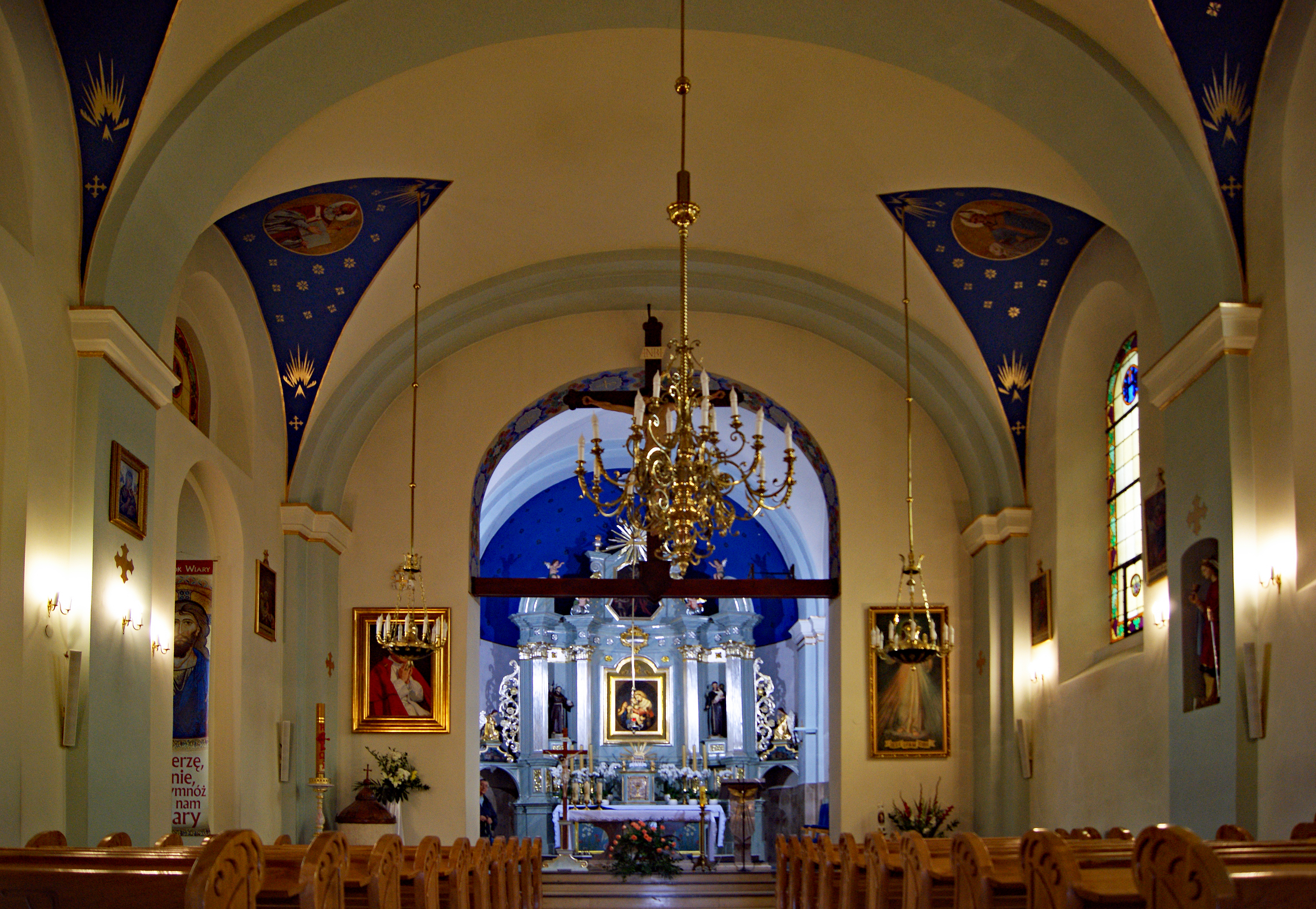
Wnętrze kościoła.
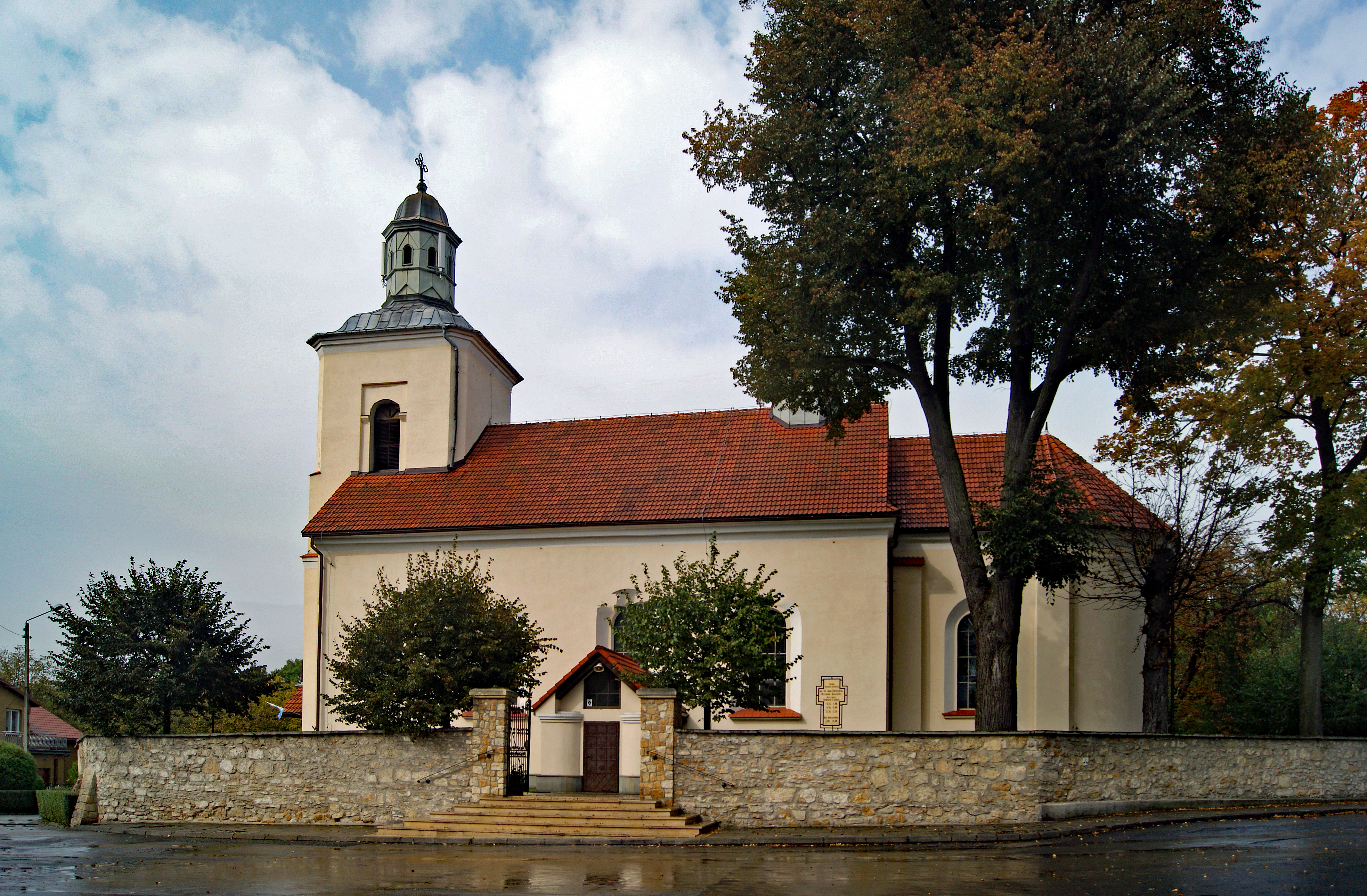
Widok fasady wschodniej.
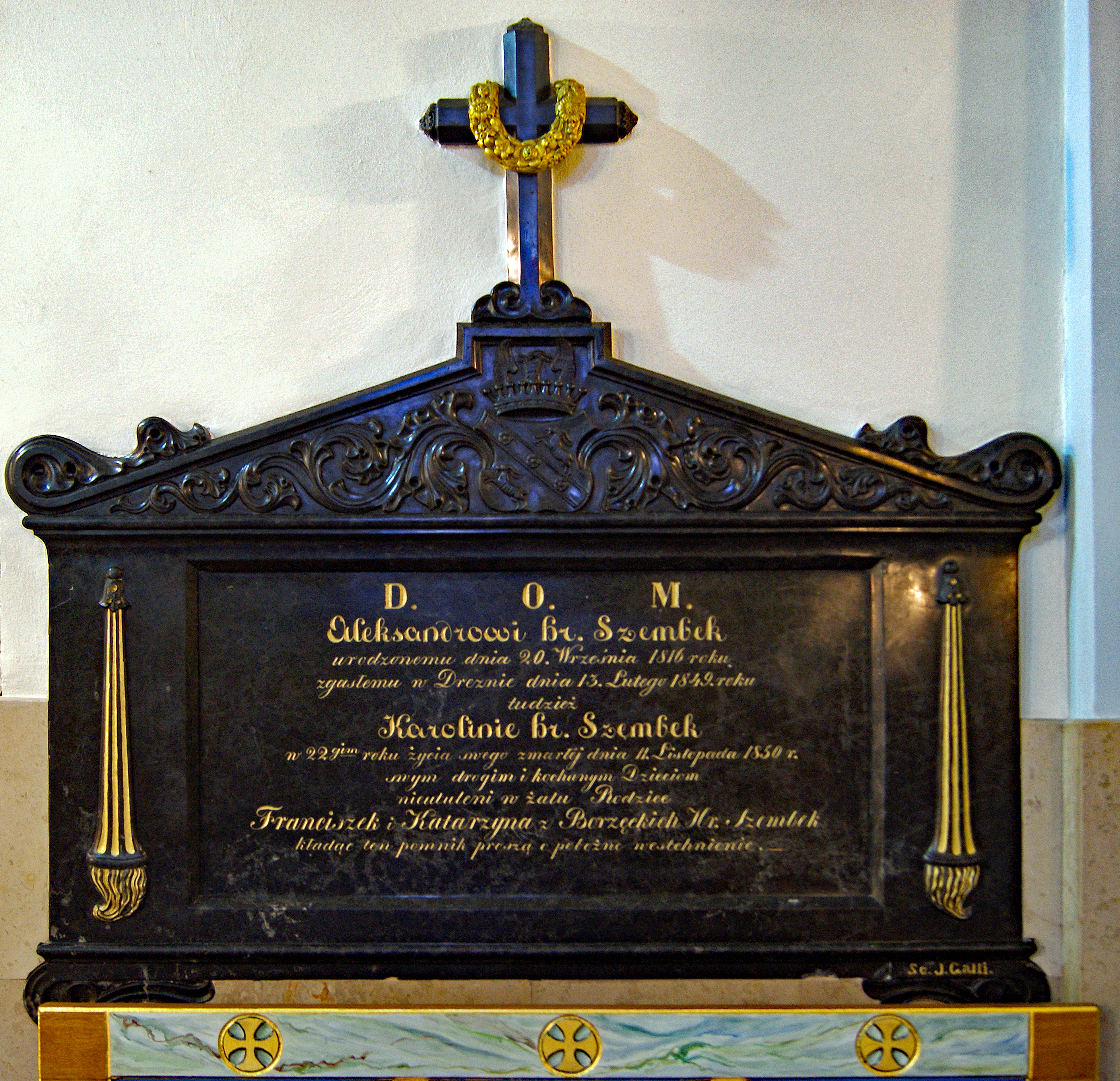
Epitafium Aleksandra hrabiego Szembeka i jego siostry Karoliny.

## Źródła
- Bogusław Krasnowolski, Leksykon zabytków architektury Małopolski, Wydawnictwo Arkady, Warszawa 2013, ISBN 978-83-213-4744-8
- Mariusz Paździora, Cmentarz parafialny w Chrzanowie-Kościelcu: zarys dziejów, Miejska Biblioteka Publiczna w Chrzanowie, Chrzanów 2023, ISBN 978-83-965081-1-9